# Cova da Piedade
Cova da Piedade è una ex freguesia del Portogallo del comune di Almada, con un'estensione di 1,28 km² e 19.904 abitanti (2011).
La densità è pari a 16.526,6 ab/km², una delle più elevate del Paese.
È parte integrante della città di Almada e ricevette lo statuto di freguesia il 7 febbraio del 1928.

## Localizzazione
Cova da Piedade confina a nord con le freguesias de Pragal, Almada e Cacilhas; a est con il fiume Tago; a sud con la freguesia di Laranjeiro; ad ovest con le freguesia di Feijó e con quella di Pragal.

## Storia
I più antichi resti di presenza umana risalgono al Paleolitico (30.000 anni a.C. circa), essendo la zona nota come Ramalha il locale dove maggiori sono i resti di strumenti in silicio e quarzite. In questa zona si segnalano anche la presenza di strumenti del Neolitico; qui la presenza di ceramica ed argilla lavorata testimonia un'attività agricola che affiancava quella della semplice raccolta.
Durante il Medioevo il toponimo “Cova da Piedade” non esisteva ancora e l'area era costituita da piccoli nuclei abitati ma dispersi, soprattutto nelle zone più elevate.
La prima struttura produttiva meccanizzata apparve alla metà del XIX secolo ed era costituita dai mulini “delle maree”, ossia che sfruttavano l'azione dell'acqua per il proprio funzionamento; naturalmente l'acqua in questione era quella del fiume Tago, dato che Cova da Piedade non possiede sbocchi sul mare.
Intorno al 1860 compare anche la prima fabbrica di lavorazione del sughero, la Companhia de Londres e Lisboa.
Lo sviluppo industriale e commerciale comportò una crescita demografica, risultante dai flussi migratori dalle regioni di Beira Mar, Alentejo e Algarve; Da sottolineare anche l'importante investimento di capitali inglesi in questa zona ed il ruolo svolto dai maestri costruttori navali originari della città di Aveiro, qui trasferitisi.
Nel 1880 arriva finalmente la linea ferroviaria che facilita il trasporto di merci e promuove lo sviluppo industriale nella zona lungo il fiume, e nel 1928 a Cova de Piedade viene riconosciuto lo statuto di freguesia.
Fino agli anni '30 il profilo della freguesia era basicamente industriale, ruolo che venne accentuato con la scelta di installare in tale zona l'arsenale militare della Marina, in località Alfeite.

## Toponimo
Non si hanno notizie certe circa l'origine del toponimo Cova da Piedade. Di certo si sa che nella cappella di S.Simone (già esistente nel XVII secolo) venne fondata la Irmanidade (associazione religiosa che si incaricava di promuovere il culto) dedicata a Nossa Senhora da Piedade.
Successivamente venne edificata una chiesa dedicata sempre a N.S. da Piedade e l'agglomerato iniziò probabilmente ad essere indicato con il nome di Cova (in riferimento alla morfologia della valle) e Piedade a causa della devozione mariana scelta dagli abitanti.

## Società

### Evoluzione demografica
| Indicatore | 1991   | 2001   | Variazione % |
| ---------- | ------ | ------ | ------------ |
| Residenti  | 24.906 | 20.787 | -16,5        |
| Famiglie   | 8.684  | 8.376  | -3,5         |
| Alloggi    | 10.025 | 10.521 | 4.9          |
| Edifici    | 1.948  | 1.947  | -0,1         |

### Istituzioni, enti e associazioni
- União Reformados e Pensionistas do concelho de Almada
- Associação de Iniciativa Popular Inf. Concelho de Almada
- Sociedade Filarmónica União Artística Piedense
- Clube Desportivo da Cova da Piedade
- Clube Recreat. Pombalense.

## Economia
Cova da Piedade ha mantenuto le sue caratteristiche di zona principalmente a carattere industriale: in questo settore si segnalano l'industria navale e quella tessile; presenti anche il commercio ed i servizi (terziario).

## Gastronomia
Come in tutto il Comune di Almada, i piatti tipici sono a base di pesce. Nella freguesia si distaccano la Caldeirada à moda da Costa (zuppa a base di pesce fresco) ed i totani fritti.

## Feste
- Festa di Nossa Senhora da Piedade (2ª settimana di settembre)
- S. João da Ramalha